# 한국보건사회연구원
한국보건사회연구원(韓國保健社會硏究院, Korea Institute for Health and Social Affairs)은 국민 보건의료ㆍ국민연금ㆍ건강보험ㆍ사회복지 및 사회정책과 관련된 제 부문의 정책과제를 현실적이고 체계적으로 연구ㆍ분석하고 주요 정책과제에 대한 국민의 의견수렴과 이해증진을 위한 활동을 수행함으로써 국가의 장ㆍ단기 보건의료ㆍ사회복지 정책 수립에 이바지함을 목적으로 1971년 7월 설립된 국무총리(국무조정실) 산하 경제인문사회연구회의 기타공공기관이다. 세종특별자치시 시청대로 370, 사회정책동 1~5층 (반곡동, 세종국책연구단지)에 있다.

## 연혁
- 1971년 7월 1일 가족계획연구원 설립 (대통령령 제5198호 및 법률 제2270호)
- 1976년 4월 19일 한국보건개발연구원 설립 (법률 제2857호)
- 1981년 7월 1일 한국보건개발연구원과 가족계획연구원을 통합하여 '한국인구보건연구원'으로 발족 (법률제3417호)
- 1989년 12월 30일 보건사회부의 사회보장심의위원회 연구 기능을 통합하여 한국보건사회연구원으로 개칭 (법률 제4181호)
- 1999년 1월 29일 [정부출연연구기관 등의 설립 운영 및 육성에 관한 법률]에 의하여 국무조정실 산하 경제인문사회연구회로 이관 (법률 제5733호)

## 조직
- 감사
  - 감사실

### 한국보건사회연구원장
- 저출산고령화대책기획단
  - 인구영향평가센터
- 연구자문위원회
- 육아정책연구소
- 사회보장평가단
  - 사회보장평가센터
  - 사회보장교육팀
  - 사회보장운영연구팀
- 통일사회보장연구단

#### 부원장
- 글로벌사회정책연구센터
  - 국제사회정책연구팀
  - 국제동향팀
  - 국제협력팀
- 연구기획조정실
  - 연구조정팀
  - 기획예산팀
  - 학술정보팀
  - 대외협력센터
- 보건의료연구실
  - 보건의료정책연구센터
  - 생활습관병연구팀
  - 사회정신건강연구팀
  - 식품의약품정책연구센터
- 사회보험연구실
  - 건강보험연구센터
  - 사회보장재정추계·분석센터
  - 연금연구센터
- 기초보장연구실
  - 공공부조연구팀
  - 자립지원연구팀
  - 사회통합연구센터
- 복지행정연구실
  - 지역사회보장발전연구센터
  - 사회서비스연구센터
  - 장애인복지연구센터
- 인구정책연구실
  - 가족정책연구팀
  - 고령사회연구센터
  - 장기요양연구팀
  - 아동복지연구팀
- 정보통계연구실
  - 빅데이터연구팀
  - 사회보장통계센터
  - 정보기술팀
  - 사회조사팀
- 경영지원실
  - 인재경영팀
  - 총무팀
  - 회계팀